# Abu Abd Allah al-Burtuqali Muhammad ben Muhammad
Abû `Abd Allah al-Burtuqâlî Muhammad ben Muhammad, Mohammed al-Burtuqâlî surnommé Al-Bortogali (le Portugais) succède à son père Mohammed ach-Chaykh comme sultan wattasside en 1504. Il meurt en 1526, son fils Ahmed lui succède.

## Biographie
Mohammed al-Burtuqâlî ne règne que sur Fès et Salé et leurs environs, le reste du pays est dirigé par les autorités tribales locales et les zaouïas. Il échoue dans ses tentatives de reprendre Asilah en 1508 et 1515 et Tanger en 1511 et voit les Portugais multiplier leurs comptoirs le long de la côte : création de Santa Cruz de Aguer (actuellement Agadir), installation à Mazagan (actuellement El-Jadida), construction de la forteresse d'Agouz (actuellement Souira Kedima) à l'embouchure de l'oued Tensift.
En 1511, Mohammed al-Jazuli, chef d'une puissante zaouïa du Souss soutient la désignation comme chef de guerre du Saadien Muhammad al-Qâ'im bi-'Amr Allah.
En 1524, Les Saadiens se rendent maîtres de Marrakech avec le soutien des tribus berbères du Souss et de la Vallée du Draâ.